# Scleromys
Scleromys (лат.) — вымерший род южноамериканских грызунов из семейства пакарановых, живший с олигоцена по плиоцен (28,4—5,333 млн лет назад). Это были наземные растительноядные животные, питавшиеся плодами и листьями. Ископаемые остатки Scleromys найдены в Южной Америке на территории Бразилии, Перу, Колумбии и Аргентины.

## Классификация
По данным сайта Paleobiology Database, на сентябрь 2022 года в род включают 6 вымерших видов:
- Scleromys angustustypus
- Scleromys colombianus
- Scleromys osbornianus
- Scleromys praecursor
- Scleromys quadrangulatus
- Scleromys schurmanni